# Dictyoglomus thermophilum
Dictyoglomus thermophilum és una espècie d'eubacteri a la qual s'ha assignat el seu propi filum, Dictyoglomi. És un organisme extremament termòfil, és a dir, prospera a temperatures extremament altes. És quimioorganòtrof, cosa que significa que extreu energia de la metabolització de molècules orgàniques, de manera que és un bacteri aneròbic. Aquest organisme és interessant perquè elabora un enzim, la xilanasa, que digereix el xilà, un heteropolímer del sucre pentosa xilosa. Mitjançant el pretractament de polpa de fusta amb aquest enzim, els fabricants de paper poden assolir nivells de blancor comparables sense haver d'utilitzar tant de clor en el blanqueig.